# Противовоздушная оборона Москвы в Великую Отечественную войну

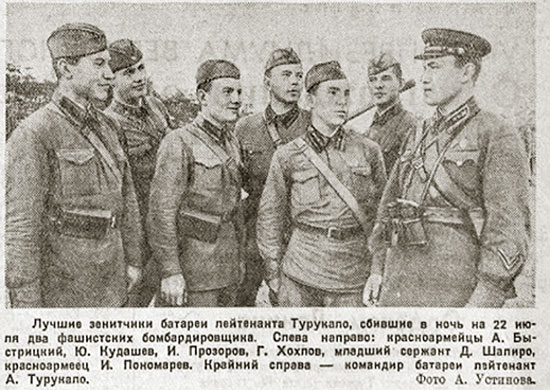
Отличившиеся московские зенитчики. Газета «Красная Звезда» от 23 июля 1941 года, С. 4.

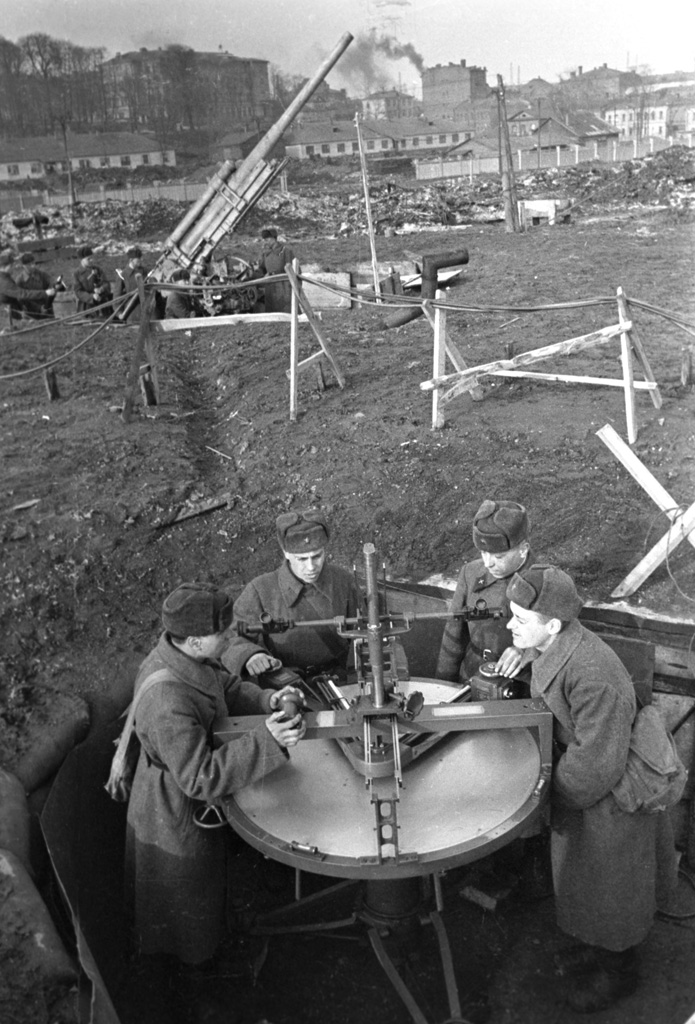
Группа наведения зенитного расчёта при обороне Москвы, 1 ноября 1941 года.

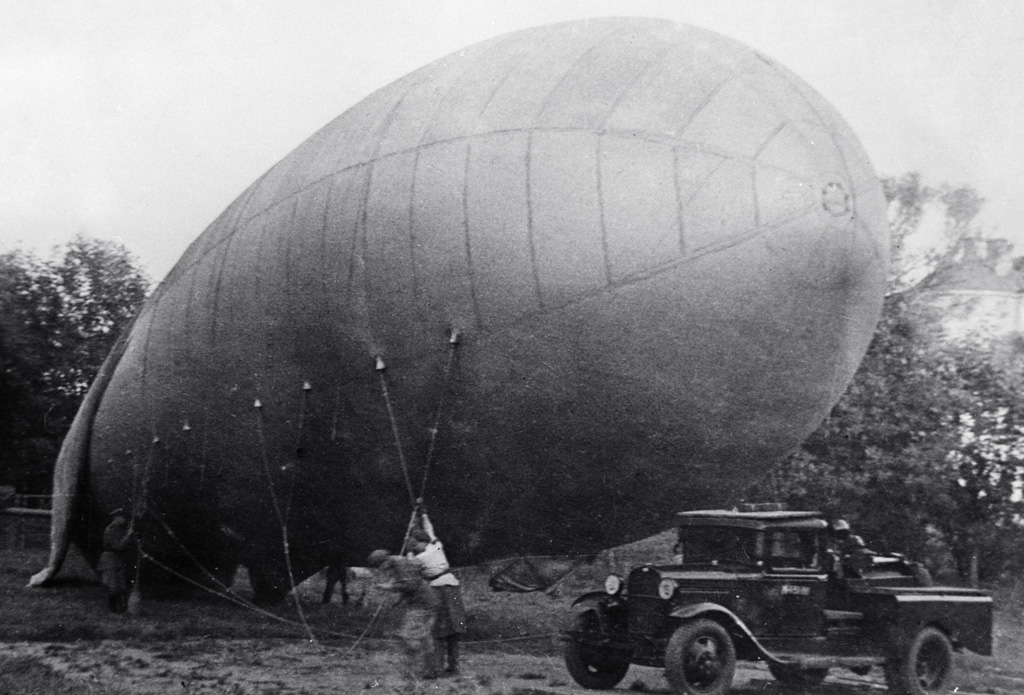
Военнослужащие устанавливают аэростат заграждения, Москва, 20 июня 1942 года, фото Владимир Грановский.

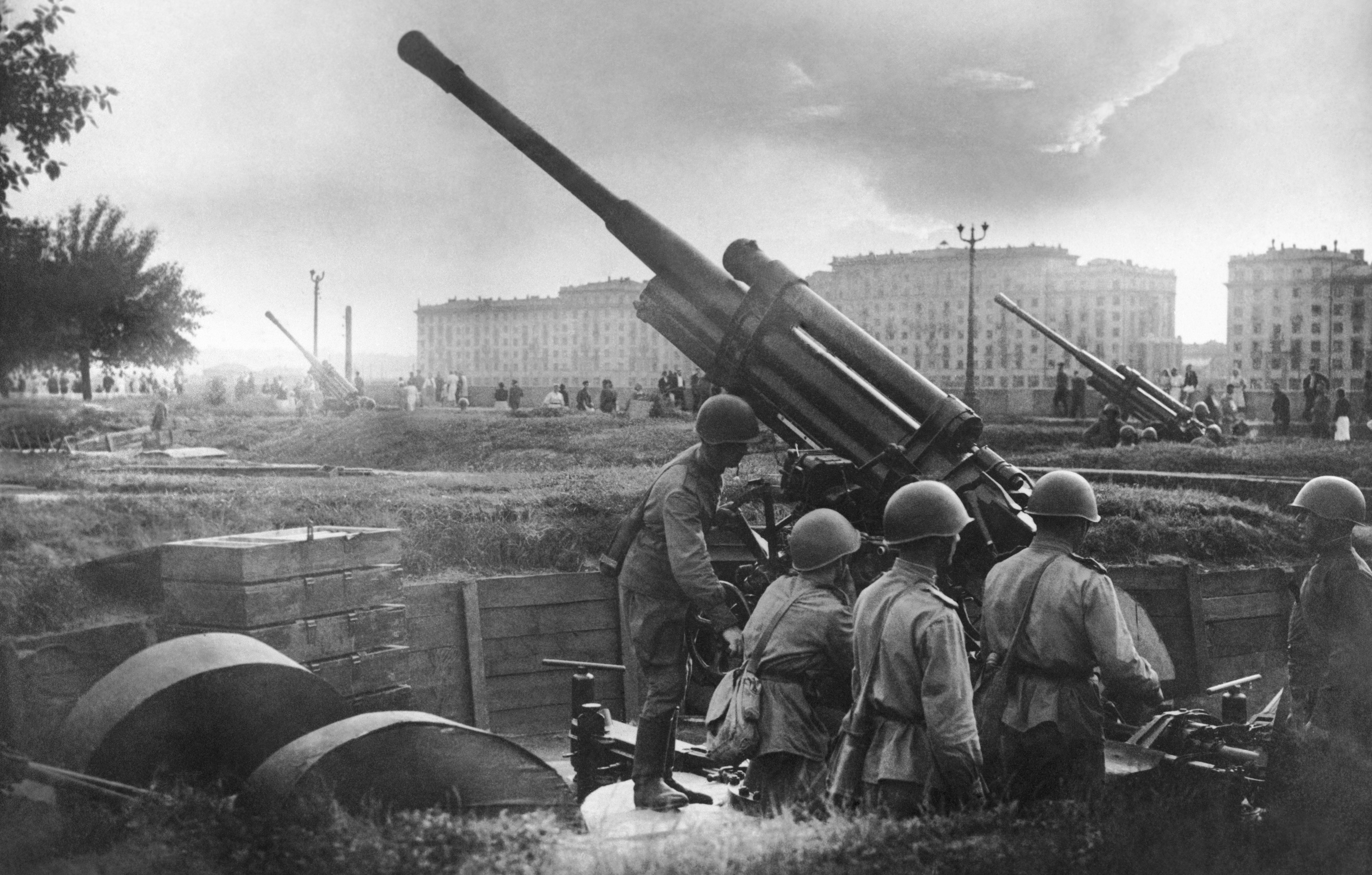
Солдаты, обороняющие Москву во время Великой Отечественной войны, готовят зенитные орудия 52-К в парке культуры имени М. Горького к отражению налёта немецких бомбардировщиков. Россия, Москва.

Противовоздушная оборона Москвы в Великую Отечественную войну — противовоздушная оборона (ПВО) Москвы, в Великую Отечественную войну.

## История
В первый месяц Великой Отечественной войны ГКО и Ставка Верховного Командования осознали боевой потенциал воздушных войск (люфтваффе) Вооружённых сил нацистской Германии, их союзников и сателлитов. На заседании ЦК ВКП(б), которое касалось этой темы, И. В. Сталин сказал:
Что касается войск противовоздушной обороны, то здесь первоочередная задача — организовать надежное прикрытие наших промышленных центров, не дать противнику в случае войны уничтожить наш экономический потенциал. О том, как ведется работа в этом направлении, Наркому обороны с начальником Генштаба докладывать мне еженедельно.
Началось укрепление ПВО. Город защищала Московская зона ПВО под командованием генерал-майора Михаила Громадина. Она включала в том числе 1-й корпус ПВО под командованием генерал-майора Даниила Журавлёва и имела в оперативном подчинении 6-й истребительный авиационный корпус ПВО под командованием полковника Ивана Климова. Кроме ПВО была и местная противовоздушная оборона (МПВО), действовавшая с 22 июля 1941 года. Помогали в обороне города ещё жители столицы, дежурившие на предприятиях и в жилых домах с целью предотвращения пожаров. В течение их работы возникло 45 000 возгораний, из которых 43,5 тысячи было потушено. Из вооружения: 600 истребителей, 1 000 зенитных орудий, 330 зенитных пулемётов, 124 поста аэростатов, 620 зенитных прожекторов, 600 постов воздушного наблюдения, оповещения и связи.
ПВО города располагалась по принципу круговой обороны, на 250 километров в глубину. Такое построение давало возможность обстрела самолётов далеко от Москвы, защищало Центральный промышленный район страны и отряды, воевавшие в Московской битве. В радиусе 6 километров от Кремля находилась кольцо аэростатов, выступающих в роли заграждения.
В ноябре 1941 года введена в ВС Союза ССР должность командующего Войсками ПВО, его занял Михаил Громадин. 19 ноября 1941 года сформирован Московский корпусной район ПВО.

К воздушным атакам на Москву в городе готовились, хотя время начала налёта, количество и построение атакующих было неизвестно. 21 июля 1941 года И. В. Сталин сыграл в Ставке в командно-штабную игру, целью которой было моделирование воздушной атаки на город и оценка защитного потенциала ПВО столицы. Д. А. Журавлёв писал по этому поводу:
Авторы разработки создали... сложную обстановку. Согласно их данным, воздушный противник пытался прорваться к Москве тремя большими группами, эшелонированными по высоте и времени. Мне с И. Д. Климовым пришлось здорово потрудиться, организуя отражение настойчивых атак врага...
Сталин сказал:
Завтра вы нам покажете отражение ночного налета.
Воздушные войска (люфтваффе) Вооружённых сил нацистской Германии начали действовать 21 июля 1941 года.
Со стороны Вооружённых сил нацистской Германии (вермахта) сражался 2-й воздушный флот, состоящий из 1 500 самолётов. С 22 июля до конца августа 1941 года производилось 25 налётов на Москву. До 22 декабря 1941 года Воздушные войска Вооружённых сил нацистской Германии совершили 122 налёта на город. Из 8 000 самолётов 229 проникло к Москве. ПВО сбивало в день в среднем по 30 самолётов. В налётах использовались фугасные бомбы, мины и зажигательные авиационные бомбы.
5 декабря 1941 года РККА ВС Союза ССР начала контрнаступление под Москвой, соответственно воздушная активность нацистов в Москве снизилась. В январе было мало групп немецких самолётов, летящих на город, все они были сбиты.
При бомбардировках Москвы погибло 1 235 человек, тяжёлораненых 2 293 человек и легкораненых 3 113 человек. Награждено: орденом Ленина — пятеро, орденом Красного Знамени — 28 бойцов, орденом Красной Звезды — 28 солдат, медалью «За отвагу» — 22 человека.
В апреле 1942 года ПВО города соединена в Московский фронт ПВО, под руководством генерал-лейтенанта Д. А. Журавлёва. Летом 1942 года Воздушные войска Вооружённых сил нацистской Германии совершили несколько безуспешных попыток прорыва к городу. С осени 1942 года к городу летели только самолёты-разведчики и на большой высоте. В июне 1943 года Московский фронт ПВО преобразован в Особую Московскую армию ПВО. 20 октября 1945 года она переформирована в Московский округ ПВО.